# Keith Godchaux
Keith Godchaux (Seattle, 19 juli 1948 – Marin County, 23 juli 1980) was een Amerikaans muzikant, die het bekendst is als pianist van de groep Grateful Dead.  
Godchaux werd geboren in Seattle en groeide op in Concord (Californië). In 1970 trouwde hij met Donna Jean Godchaux. In 1971 introduceerde het echtpaar zichzelf aan Jerry Garcia na afloop van een concert. Godchaux kende ook Betty Cantor-Jackson, een geluidstechnicus van Grateful Dead. Kort tijd later werd Godchaux lid van Grateful Dead, wat hij bleef tot februari 1979. Wat precies de reden is geweest van zijn vertrek uit Grateful Dead is altijd onzeker geweest, maar zeker is wel dat zwaar drugsgebruik door zowel Godchaux als door andere leden van Grateful Dead een rol gespeeld heeft. Godchaux werd later in 1979 vervangen door Brent Mydland.
Godchaux speelde piano op een provocatieve, door jazz beïnvloede manier. In 1975 maakte hij samen met zijn vrouw een album Keith and Donna. Op dit album was Jerry Garcia gastmuzikant van de Keith and Donna Band. Als tegenprestatie speelden Keith en Donna Godchaux mee in de Jerry Garcia Band. Nadat Keith Godchaux de Grateful Dead had verlaten, speelde het echtpaar in de groep Ghosts (later ging deze groep de Heart of Gold Band heten). 
Keith Godchaux kwam in 1980 om het leven bij een auto-ongeluk  in Marin County (Californië).
- Bibsys: 10000902
- Gemeinsame Normdatei: 134642619
- International Standard Name Identifier: 0000 0000 7736 0259
- Library of Congress Control Number: n95048752
- MusicBrainz: af2af890-d7b6-4190-8117-8b4de37cb65b
- Virtual International Authority File: 18928487
- WorldCat: E39PBJhhr4yGd8jDTP3bCGCCwC